# Cafetera

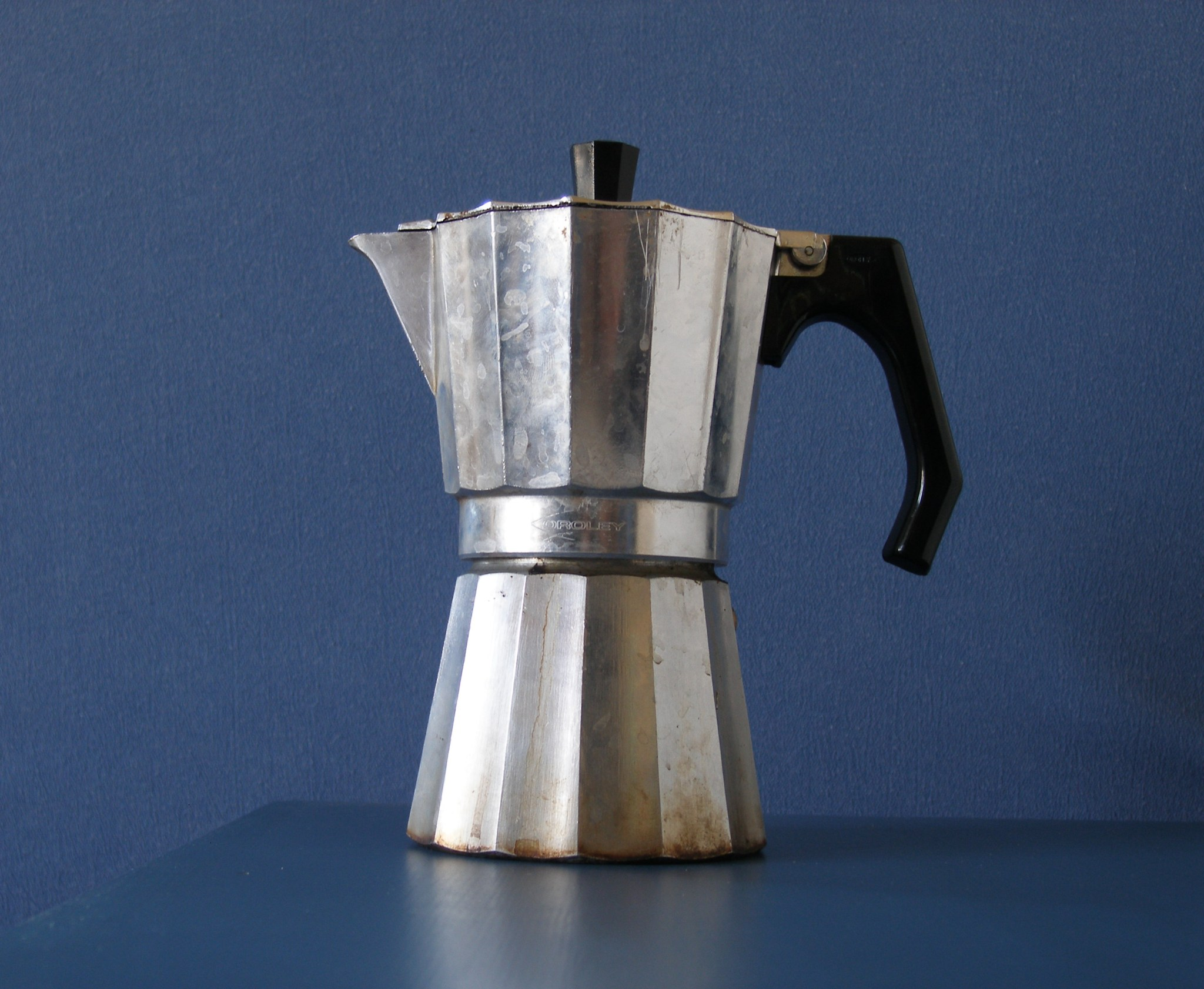
Cafetera italiana o cafetera moka.

La cafetera es un recipiente utilizado para servir café  y el aparato de cocina que permite preparar café como bebida caliente.
Los primeros aparatos aparecen desde principios del siglo XIX. Antes, el café se mezclaba directamente con agua hirviendo.
El complemento de la cafetera es el molinillo de café, con que se muele el grano a un tamaño concreto para cada tipo de cafetera.

## Tipos de cafeteras

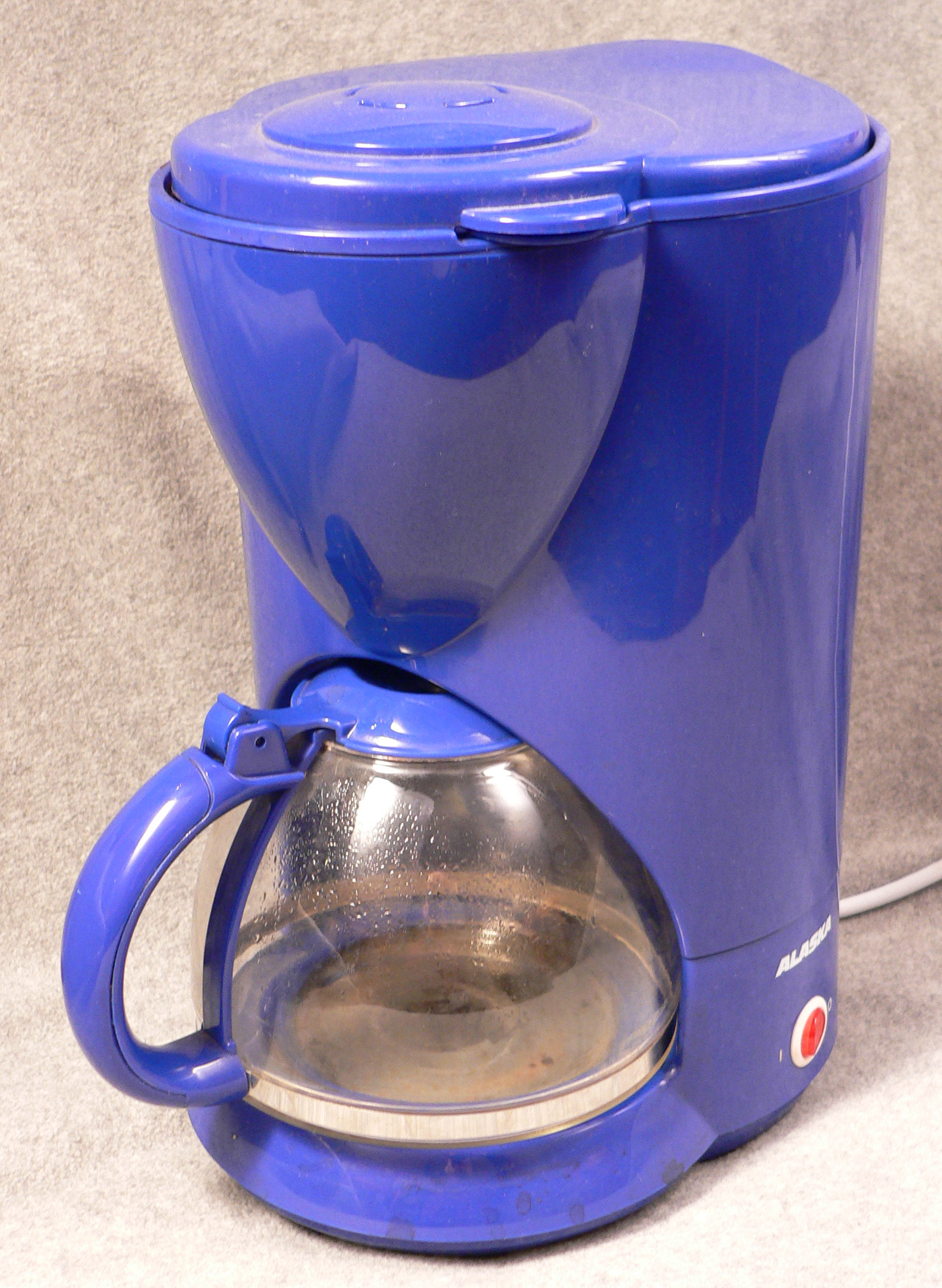
Una cafetera de goteo.

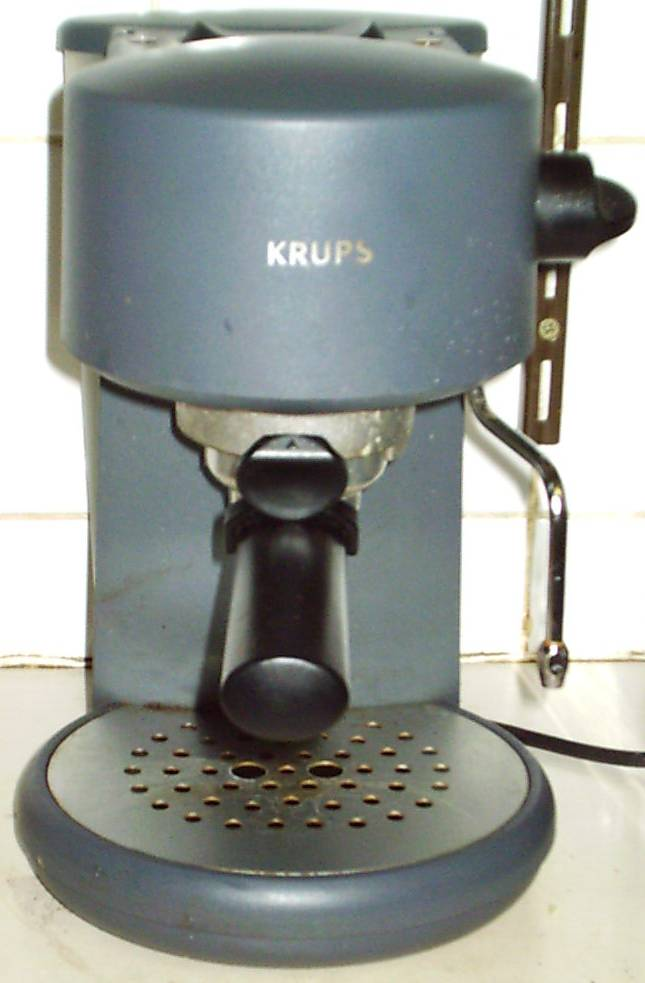
Cafetera espresso.

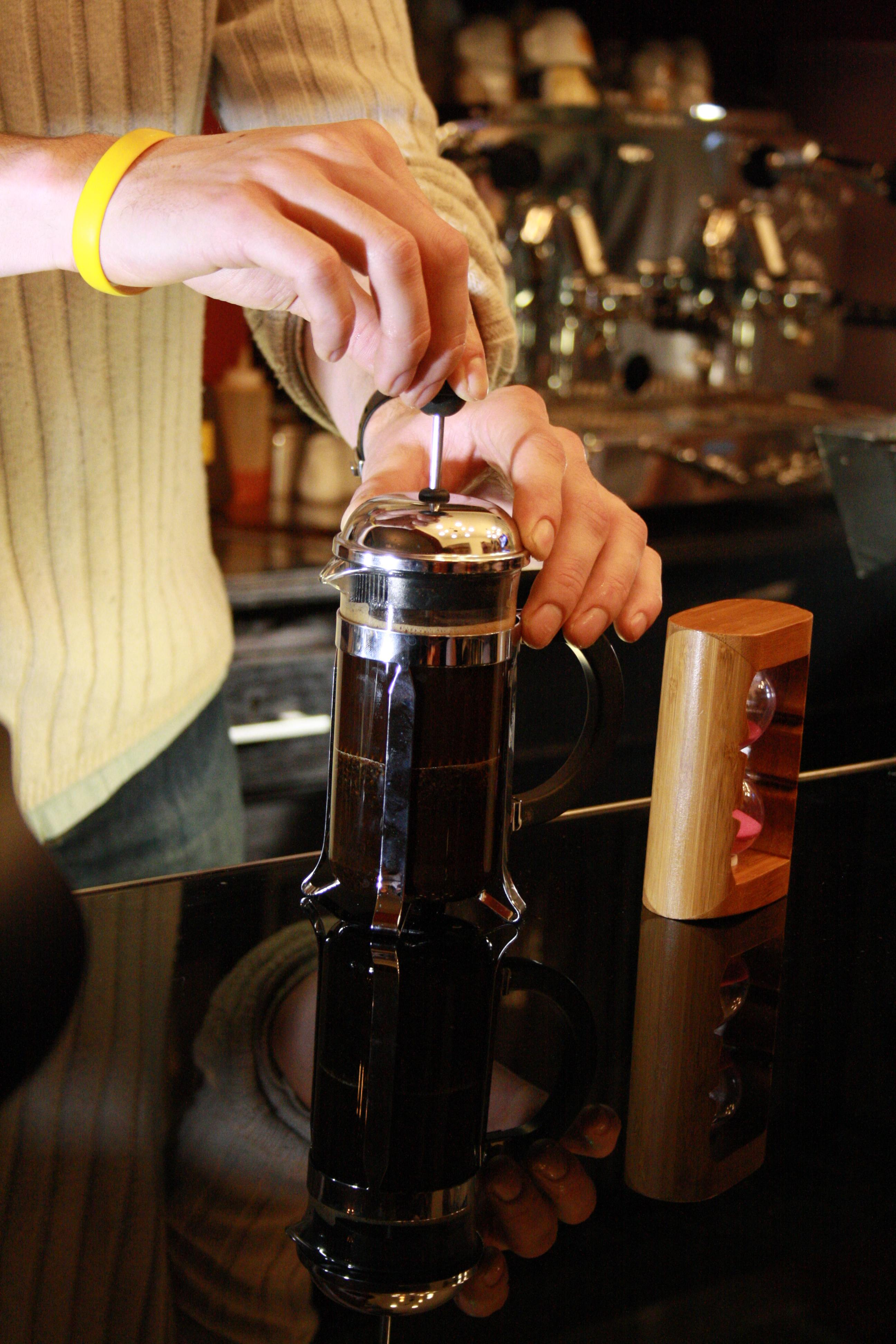
Cafetera de émbolo.

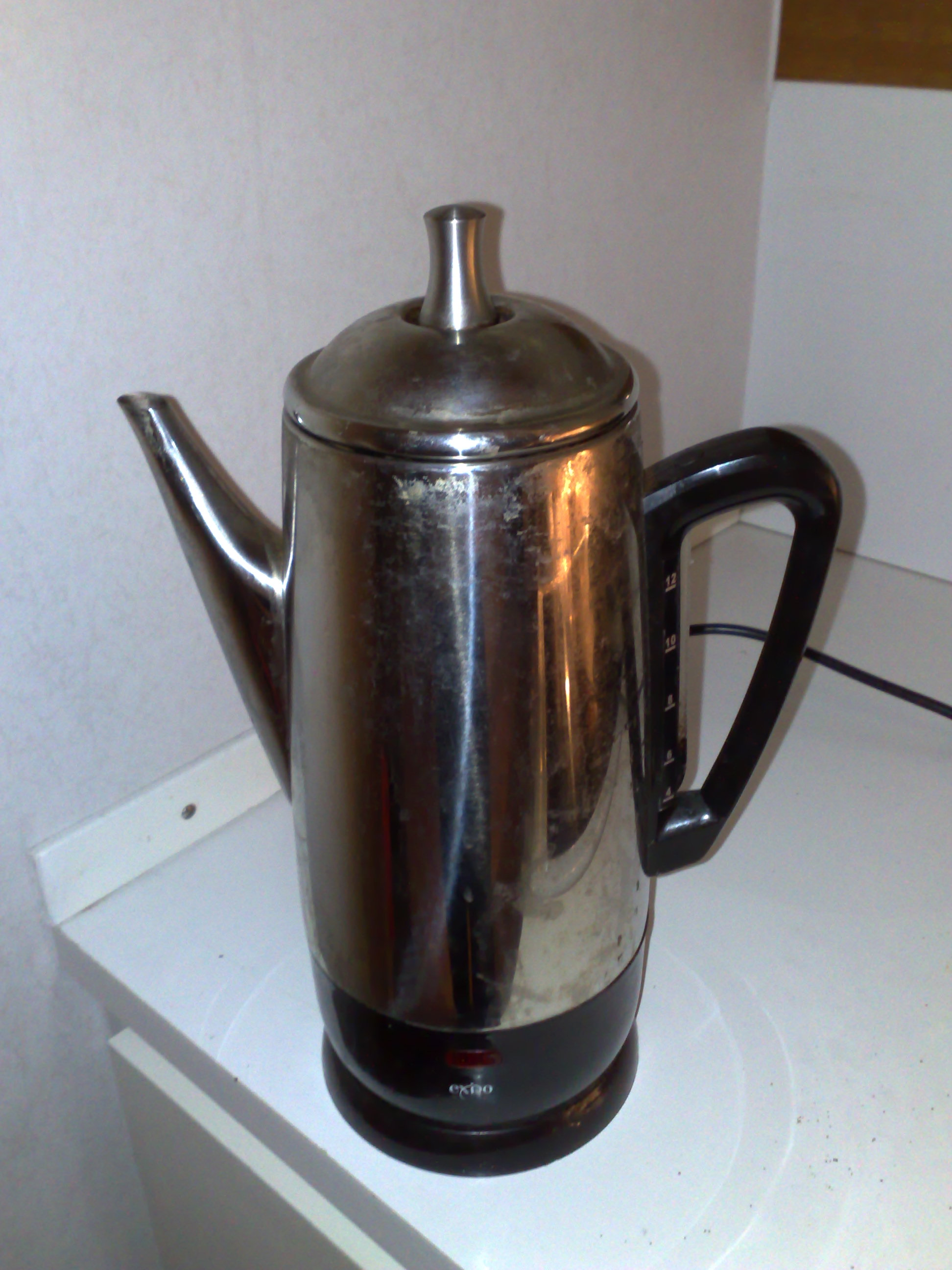
Cafetera percoladora.

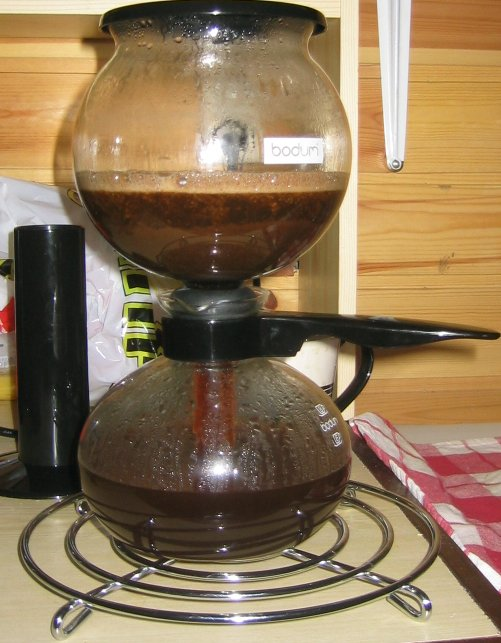
Cafetera de vacío.

Existen diversos tipos de cafetera, cada uno con unas características:

### Cafetera de filtro (1961)
La cafetera de filtro (de goteo o percolador) consiste en un depósito de agua que se calienta y se hace pasar a través del café molido que está depositado sobre un filtro de papel o de malla de aluminio o acero. El agua pasa lentamente a través del café medianamente molido, y cae gota a gota por gravedad hasta una jarra. Usualmente la jarra es de cristal y va sobre una base o placa eléctrica que lo mantiene caliente. Ideal para preparar varias tazas de café light o a la americana. Funciona con energía eléctrica.
El principio de funcionamiento de una cafetera de filtro suele basarse en una bomba de burbujas. En este caso, el agua pasa a través de una válvula antirretorno incorporada en la manguera de entrada a un tubo calentable en el elemento calefactor de la placa. El agua fría entrante se calienta hasta que se forman burbujas de vapor, acumulando una presión que cierra la válvula antirretorno. El agua caliente sube por un tubo hasta otro (normalmente giratorio) que termina encima del filtro y fluye sobre el café en polvo del filtro. La presión en la tubería de calefacción desciende hasta que se abre la válvula antirretorno y entra agua fría nueva en la tubería de calefacción. Este proceso se repite periódicamente. Esto y la evaporación del agua residual provocan el típico sonido de traqueteo. El "café de filtro" terminado se acumula en la jarra debajo del filtro y encima de la placa calefactora.
Cuando se agota el agua fría del depósito de agua, la temperatura del tubo calentador aumenta hasta aproximadamente 130 a 150 °C; a esta temperatura, un interruptor de temperatura desconecta completamente el calentamiento del tubo o, en el caso de las cafeteras con función de mantenimiento del calor de la jarra (en las que el tubo calentador se encuentra directamente debajo de la placa de mantenimiento del calor), regula la temperatura de la placa conectándola y desconectándola cíclicamente hasta que la cafetera se desconecta manualmente. Además, un fusible de temperatura que responde a unos 180 °C garantiza que no pueda producirse un sobrecalentamiento en caso de defecto.
Las máquinas que funcionan con un sistema de preparación directa funcionan de forma algo diferente. En este caso, el agua no se calienta paso a paso en un tubo, sino que todo el suministro de agua se lleva a un burbujeante hervor en un depósito de agua y luego corre sobre el café molido, controlado mediante una válvula. Este proceso es mucho más parecido a la sobrealimentación manual tradicional. Por regla general, se consigue una temperatura de cocción elevada y constante, superior a 90 °C. En la actualidad, varios fabricantes ofrecen máquinas de este tipo, entre ellos AEG, Krups, Melitta, Philips, Severin.
Las cafeteras necesitan más energía eléctrica que los hervidores de agua para calentar el agua, ya que siempre se escapa una cierta cantidad de energía con el vapor. Además, hay que tener en cuenta la potencia necesaria para mantener el café caliente una vez preparado.
También existen cafeteras de filtro con molinillo integrado, que permite utilizar granos en lugar de café en polvo. Los granos se muelen directamente en la máquina antes de la preparación, de forma similar a una cafetera automática.

### Cafetera espresso (1901)
La cafetera espresso o exprés hace pasar agua caliente, normalmente a 90 °C, a una presión de 8-15 atmósferas durante 20 a 30 segundos a través de café molido muy fino, extrayendo su sabor y esencia. La preparación básica de esta cafetera es el café expreso. La máquina de café espresso nació a principios del siglo XX, gracias al ingeniero Luigi Bezzera, en Italia, de donde se expandió a toda Europa. Hoy en día existen diferentes categorías como la manual de palanca, hidráulicas y automáticas de erogación continua. Es muy común en restaurantes y cafés, aunque también se ha extendido últimamente al hogar. Usualmente constan de un portafiltro, filtro, boquilla para espumar la leche y lo más importante, la bomba de presión. La presión es la clave y determina la cremosidad del café. La preparación es rápida, menos de dos minutos (de ahí su nombre expreso), y se obtiene un café aromático, con cuerpo y gran sabor. Funciona con energía eléctrica.

### Cafetera italiana (1933)

Ilustración del funcionamiento de una cafetera moka.

La cafetera italiana o moka consta de dos cuerpos que se enroscan por la parte central. La parte inferior es el depósito de agua, que tiene una válvula de seguridad por un lado y donde se pone un receptáculo en forma de embudo con agujeros donde se deposita el café molido. La parte superior es el depósito que recibirá el café preparado. El agua al hervir libera vapor, que aumenta la presión dentro del depósito inferior, haciendo que el vapor suba por el tubo del receptáculo-filtro y pase a través del café molido extrayendo su esencia y sabor. Al llegar a la parte superior el vapor con el café se licúa, y sale borboteando por una pequeña torre con un sombrero y agujeros en la punta superior, y cuya forma es para evitar que se regrese el café preparado y ahí se mantiene hasta que todo el café haya salido. Estas cafeteras normalmente se fabrican en aluminio o acero inoxidable. Se usa un café más bien fino regular. Es una manera cómoda, rápida y fácil de preparar café espresso. Funciona sobre los quemadores de la cocina a fuego moderado, y por tanto con cualquier tipo de energía.

### Cafetera de émbolo (1850)
La cafetera de émbolo, de pistón, francesa o prensa francesa, permite preparar café en forma sencilla y manteniendo todos los aceites del café, haciéndolo muy suave y delicioso. Esta cafetera pese a que fue una invención italiana, fue popularizada por los franceses, de ahí su nombre. El café requiere ser molido con grano grande para que no traspase el filtro. La preparación es relativamente rápida y sencilla; sólo se vierte agua caliente sobre el café molido y se espera 4 minutos. Luego se comprime lentamente con la prensa o pistón. También sirve para preparar té u otras infusiones de hierbas.

### Cafetera percoladora (1819)

Diagrama de sección de una cafetera percoladora.

Su denominación proviene de  «percolar», que significa hacer pasar una sustancia soluble a través de una sustancia permeable, especialmente con el propósito de crear un compuesto soluble. En el caso de la elaboración de café, la sustancia soluble es agua, la sustancia permeable es el café molido y el compuesto soluble es el café elaborado.
Una cafetera percoladora prepara el café haciendo circular continuamente el café molido, ya sea hirviendo o casi hirviendo, por gravedad hasta que se alcanza la intensidad requerida. El café molido se almacena en una canasta de filtro de metal perforada.
Las cafeteras de percolador gozaron de gran popularidad en el pasado, pero fueron suplantadas a principios de los años 70 por las cafeteras automáticas de goteo. Las cafeteras de percolador suelen exponer el café molido a temperaturas más altas que otros métodos de preparación y pueden hacer recircular el café ya preparado a través de los granos. Como resultado, el café preparado con una cafetera percoladora es particularmente susceptible a la sobreextracción. Sin embargo, los entusiastas de las cafeteras percoladoras sostienen que los posibles inconvenientes de este método de preparación se pueden eliminar mediante un control cuidadoso de los procedimientos de preparación.

### Cafetera de vacío (1830)

Ilustración del sistema de una cafetera de vacío y el proceso que hace que el agua pase de la parte inferior a la cámara superior. La fuente de calor (A) calienta el agua en la cámara inferior y produce vapor y aumenta la presión (porque el vapor ocupa más espacio que el agua debido a la densidad de las moléculas) (B). Para controlar la presión en la cámara inferior, el agua se impulsa hacia arriba por el tubo (C) (hacia arriba) hasta la cámara superior, donde se mezcla con los posos de café (D).

Conocida por el nombre de cafetera de vacío o también como cafetera cona o cafetera de sifón. Fue inventada en la década de 1830 por Loeff de Berlín.
Una cafetera de vacío prepara el café utilizando dos cámaras donde la presión del vapor y la gravedad producen el café. Estos dispositivos se han utilizado durante más de un siglo en muchas partes del mundo.  El diseño y la composición de la cafetera de vacío varían. El material de la cámara es vidrio de borosilicato, metal o plástico, y el filtro puede ser una varilla de vidrio o una pantalla hecha de metal, tela, papel o nailon. La máquina de vacío Napier de James Robert Napier, presentada en 1840, fue un ejemplo temprano de esta técnica. Si bien las cafeteras de vacío generalmente eran excesivamente complejas para el uso diario, eran apreciadas por producir un café claro y fueron bastante populares hasta mediados del siglo XX. Las cafeteras de vacío siguen siendo populares en algunas partes de Asia, incluidos Japón y Taiwán. La interpretación Bauhaus de este dispositivo se puede ver en la cafetera Sintrax de Gerhard Marcks de 1925.